# Будапешт-Делі
Вокзал Делі (угор. Déli pályaudvar — «Південний вокзал») — один із трьох найбільших залізничних вокзалів Будапешта поряд з Ньюгаті та Келеті. На відміну від двох інших вокзалів, які перебувають в Пешті, вокзал Делі розташований в Буді, у 1-му районі. Поруч із вокзалом розтпашована станція метро «Делі пайаудвар», кінцева станція 2-ї лінії Будапештського метрополітену. Вокзал обслуговує, головним чином, напрямок на південь, південний захід і захід країни.

## Історія
Станція була відкрита 1861 року і мала первинну назву Буда. 1873 року змінено назву станції на Делі, але не дивлячись на те, що станція обслуговує південний напрямок, була названа не через це, а саме через Південної залізниці.
Історична будівля Південного вокзалу майже повністю зруйнована під час Другої світової війни. Новий вокзал був побудований впродовж 1968—1975 років, за проєктом архітектора Дьєрдя Кюварі, виконано в сучасному стилі зі скляними стінами. На момент споруди вважався елегантною спорудою, тому Дьєрдю Кюварі присвоїли нагороду Міклоса Ібла. Нині вокзал дуже нагадує радянську архітектуру.